# Ecosocialismo
El ecosocialismo es una doctrina política surgida a finales del siglo XX que integra las ideas del socialismo y las del ecologismo. Los ecosocialistas piensan que el capitalismo es un sistema inherentemente dañino tanto para la sociedad como para el medio ambiente.
A menudo se denomina rojiverdes a las personas que profesan la ideología ecosocialista, pues defienden unas políticas verdes desde una óptica claramente postcapitalista, muy frecuentemente inspirada por el marxismo. Se desmarcan de la mecánica de la economía neoclásica de una manera más firme que otros verdes, y apoyan con más vehemencia la justicia social como la primera meta de la política, viéndola como una llave hacia otros objetivos.
El término sandía se aplica a veces a militantes verdes que defienden con mayor intensidad los objetivos sociales que los ecológicos, acusándolos de ser "verdes por fuera pero rojos por dentro". Algunos rojiverdes se toman esto como un cumplido, y otros como un insulto. Los ecosocialistas no suelen considerarse "fundis" -un término alemán asociado a la Ecología profunda- o "verdes fundamentalistas", aunque en la facción "fundi" del Partido Verde Alemán y otros partidos verdes había y hay ecosocialistas.

## Historia
«Ni la sociedad en su conjunto, ni la nación ni todas las sociedades que coexistan en un momento dado, son propietarios de la tierra. Son, simplemente, sus poseedoras, sus usufructuarias, llamadas a usarla como boni patres familias y a transmitirla mejorada a las futuras generaciones.»
Karl Marx (1894) El Capital. Tomo III, Sección VI, Capítulo XLVI.

William Morris, novelista, poeta y diseñador inglés, está ampliamente reconocido por su papel en el desarrollo del ecosocialismo, particularmente en el Reino Unido. Durante las décadas de 1880 y 1890, Morris promocionó sus ideas ecosocialistas dentro de la Federación Socialdemócrata y la Liga Socialista.
Después de la Revolución Soviética, algunos ambientalistas y científicos intentaron introducir cierta conciencia ecológica dentro del bolchevismo, aunque muchas de esas personas fueron posteriormente expulsadas del PCUS. Décadas más tarde, en los años setenta, Barry Commoner, sugiriendo una respuesta desde la izquierda a la tesis de los límites al crecimiento, postuló que las tecnologías capitalistas eran los principales responsables de la degradación ambiental. El escritor de Alemania Oriental Rudolf Bahro publicó dos libros donde insistía en la relación entre socialismo y ecología -La alternativa en Europa del Este y Socialismo y supervivencia. Por esa misma época, Alan Roberts, un marxista australiano, escribió sobre cómo las necesidades insatisfechas de la gente alimentaban el consumismo. El también australiano Ted Trainer llamó a los socialistas a desarrollar un sistema que satisficiera las necesidades humanas, en contraste al sistema capitalista, que creaba y crea deseos.
Los años noventa trajeron a las feministas socialistas Mary Mellor y Ariel Salleh, que revelaron temáticas ambientales dentro de un paradigma ecosocialista. Con el creciente desarrollo del movimiento antiglobalización en el Hemisferio Sur, ha ido emergiendo un "ambientalismo de los pobres", combinando sensibilidad ecológica y justicia social. David Pepper también publicó un importante trabajo, Ecosocialismo: desde la Ecología profunda a la justicia social, en 1994, donde critica la actual deriva de muchas personas dentro del mundo verde, particularmente aquellos relacionados con la Ecología Profunda.
En 2001, con motivo de la Cumbre de Río + 10, Michael Löwy y Joel Kovel redactaron el 'Manifiesto Ecosocialista'. A principlos del siglo XXI, varios partidos verdes, como GroenLinks en Países Bajos y otros de tradición marxista como Iniciativa per Catalunya Verds o  Coalició Compromís en España se autodenominan ecosocialistas. Los rojiverdes dominan partidos verdes como el Partido Verde de Saskatchewan (en Canadá, no afiliado al Partido Verde de Canadá) y el Partido Verde de los Estados Unidos (GPUS). Muchas organizaciones marxistas también cuentan con ecosocialistas: Michael Löwy, por ejemplo, es uno de los líderes de la reunificada Cuarta Internacional, la principal organización Trotskista. 
La nueva Constitución de Bolivia, promulgada en 2009, es la primera constitución a la vez ecológica y pro-socialista del mundo, haciendo a este estado oficialmente ecosocialista.[cita requerida]
En España, intelectuales pertenecientes a esta corriente son Esther Vivas y Jorge Riechmann.

### Ecología social (Bookchin)
Ecología social es una teoría filosófica que analiza las relaciones entre los problemas ecológicos y los problemas sociales. Se inspira en ideas anarquistas (especialmente de Piotr Kropotkin), las ideas comunistas de Marx y Engels, al mismo tiempo bebe de los movimientos políticos de Estados Unidos de mediados de los 60 como el movimiento ecologista y los movimientos antirracista de lucha por los derechos civiles
Estas ideas se asocian con el activista y filósofo político Murray Bookchin, según él la crisis ecológica presente es producto del capitalismo y que no es el número de personas sino la forma en que las personas se relacionan con otras lo que produce las crisis económicas, sociales y ecológicas que el mundo atraviesa actualmente. La sobreproducción, el productivismo y el consumismo son los síntomas, no las causas, de un asunto más profundo. Sus trabajos sobre ecología social incluyen Post-Scarcity Anarchism, Toward an Ecological Society, The Ecology of Freedom y varios más. 
La ecología social es un enfoque de la sociedad que adopta una visión ecológica, reconstructiva y comunitaria de la sociedad. Esta ideología busca reconstruir y transformar las perspectivas actuales tanto sobre temas sociales como ambientales, mientras promueve la democracia directa. Busca acabar con la escasez y la jerarquía en la economía a favor de un mundo en el que las comunidades humanas trabajen juntas en armonía con la naturaleza para aceptar y promover la diversidad, así como la creatividad y la libertad.

#### Movimiento Kurdo
Las reflexiones de Bookchin sobre la ecología social y el municipalismo libertario también inspiraron a Abdullah Öcalan, el líder histórico del movimiento kurdo, a crear el concepto de confederalismo democrático, que tiene como objetivo unir a los pueblos del Medio Oriente en una confederación de comunas democráticas, multiculturales y ecológicas. La organización que estableció con la ayuda de Estados Unidos emplea tácticas terroristas y se sustenta en el apoyo de la OTAN, y ha demostrado ser útil en las guerras por poderes estadounidenses.